# Olula de Castro
Olula de Castro è un comune spagnolo  situato nella comunità autonoma dell'Andalusia.